# Indonésia nos Jogos Olímpicos de Verão de 2024
Indonésia competiu nos Jogos Olímpicos de Verão de 2024 realizados em Paris, na França, entre 26 de julho e 11 de agosto de 2024. Foi a 17.ª participação do país nos Jogos Olímpicos de Verão desde a estreia em Helsinque 1952.
Foi representado por 29 atletas que competiram em 12 esportes. Conquistou três medalhas, sendo duas de ouro, com Veddriq Leonardo na velocidade para homens da escalada esportiva e Rizki Juniansyah na categoria até 73 kg masculino do halterofilismo, e uma de bronze, com Gregoria Mariska Tunjung no evento individual feminino do badminton.

## Medalhas
| Atleta                   | Esporte            | Evento               | Medalha |
| ------------------------ | ------------------ | -------------------- | ------- |
| Veddriq Leonardo         | Escalada esportiva | Velocidade masculino | Ouro    |
| Rizki Juniansyah         | Halterofilismo     | Até 73 kg masculino  | Ouro    |
| Gregoria Mariska Tunjung | Badminton          | Simples feminino     | Bronze  |

## Competidores
Esta foi a participação por modalidade nesta edição:
| Esporte            | Masculino | Feminino | Total |
| ------------------ | --------- | -------- | ----- |
| Atletismo          | 1         | 0        | 1     |
| Badminton          | 5         | 4        | 9     |
| Ciclismo           | 1         | 0        | 1     |
| Escalada esportiva | 2         | 2        | 4     |
| Ginástica          | 0         | 1        | 1     |
| Halterofilismo     | 2         | 1        | 3     |
| Judô               | 0         | 1        | 1     |
| Natação            | 1         | 1        | 2     |
| Remo               | 1         | 0        | 1     |
| Surfe              | 1         | 0        | 1     |
| Tiro               | 1         | 0        | 1     |
| Tiro com arco      | 1         | 3        | 4     |
| Total              | 16        | 13       | 29    |

## Desempenho

### Atletismo
- Q = Qualificado para a próxima fase
- q = Qualificado para a próxima fase como o perdedor mais rápido ou, em eventos de campo, pela posição sem atingir o alvo para qualificação
- N/A = Fase não aplicável para o evento
- Bye = Atleta não precisou disputar aquela fase

Masculino
Eventos de pista
| Atleta              | Evento | Preliminar | Preliminar | Baterias | Baterias | Semifinal   | Semifinal   | Final       | Final       | Ref.  |
| Atleta              | Evento | Tempo      | Pos.       | Tempo    | Pos.     | Tempo       | Pos.        | Tempo       | Pos.        | Ref.  |
| ------------------- | ------ | ---------- | ---------- | -------- | -------- | ----------- | ----------- | ----------- | ----------- | ----- |
| Lalu Muhammad Zohri | 100 m  | 10.35      | 2 Q        | 10.26    | 6        | Não avançou | Não avançou | Não avançou | Não avançou | [ 5 ] |

### Badminton
Masculino
| Atleta                              | Evento  | Fase de grupos                 | Fase de grupos               | Fase de grupos                    | Fase de grupos | Oitavas              | Quartas                    | Semifinal            | Final / DB           | Final / DB  | Ref.        |
| Atleta                              | Evento  | Adversário Resultado           | Adversário Resultado         | Adversário Resultado              | Pos.           | Adversário Resultado | Adversário Resultado       | Adversário Resultado | Adversário Resultado | Pos.        | Ref.        |
| ----------------------------------- | ------- | ------------------------------ | ---------------------------- | --------------------------------- | -------------- | -------------------- | -------------------------- | -------------------- | -------------------- | ----------- | ----------- |
| Jonatan Christie                    | Simples | BEL J Carraggi V 2–1           | GUA K Cordón V DNS           | IND L Sen D 0–2                   | 2              | Não avançou          | Não avançou                | Não avançou          | Não avançou          | Não avançou | [ 6 ]       |
| Anthony Sinisuka Ginting            | Simples | USA H Shu V 2–0                | FRA T Popov D 1–2            | —                                 | 2              | Não avançou          | Não avançou                | Não avançou          | Não avançou          | Não avançou | [ 7 ]       |
| Fajar Alfian Muhammad Rian Ardianto | Duplas  | GER M Lamsfuß / M Seidel V 2–0 | FRA L Corvée / R Labar V 2–0 | IND S Rankireddy / C Shetty D 0–2 | 2 Q            | —                    | CHN Liang W / Wang C D 0–2 | Não avançou          | Não avançou          | Não avançou | [ 8 ] [ 9 ] |

Feminino
| Atleta                                      | Evento  | Fase de grupos                     | Fase de grupos           | Fase de grupos              | Fase de grupos | Oitavas              | Quartas              | Semifinal            | Final / DB           | Final / DB        | Ref.          |
| Atleta                                      | Evento  | Adversário Resultado               | Adversário Resultado     | Adversário Resultado        | Pos.           | Adversário Resultado | Adversário Resultado | Adversário Resultado | Adversário Resultado | Pos.              | Ref.          |
| ------------------------------------------- | ------- | ---------------------------------- | ------------------------ | --------------------------- | -------------- | -------------------- | -------------------- | -------------------- | -------------------- | ----------------- | ------------- |
| Gregoria Mariska Tunjung                    | Simples | UKR P Buhrova V 2–0                | CZE T Švábíková V 2–0    | —                           | 1 Q            | KOR Kim G-e V 2–1    | THA R Intanon V 2–0  | KOR An S-y D 1–2     | ESP C Marín V w.o.   | Medalha de bronze | [ 10 ] [ 11 ] |
| Apriyani Rahayu Siti Fadia Silva Ramadhanti | Duplas  | JPN M Matsumoto / W Nagahara D 0–2 | CHN Chen Q / Jia Y D 0–2 | MAS P Tan / Thinaah M D 0–2 | 4              | —                    | Não avançou          | Não avançou          | Não avançou          | Não avançou       | [ 12 ] [ 13 ] |

Misto
| Atleta                                 | Evento | Fase de grupos                | Fase de grupos              | Fase de grupos                 | Fase de grupos | Oitavas              | Quartas              | Semifinal            | Final / DB           | Final / DB  | Ref.          |
| Atleta                                 | Evento | Adversário Resultado          | Adversário Resultado        | Adversário Resultado           | Pos.           | Adversário Resultado | Adversário Resultado | Adversário Resultado | Adversário Resultado | Pos.        | Ref.          |
| -------------------------------------- | ------ | ----------------------------- | --------------------------- | ------------------------------ | -------------- | -------------------- | -------------------- | -------------------- | -------------------- | ----------- | ------------- |
| Rinov Rivaldy Pitha Haningtyas Mentari | Duplas | KOR Kim W-h / Jeong N-e V 2–1 | CHN Zheng S / Huang Y D 0–2 | FRA T Gicquel / D Delrue D 0–2 | 4              | —                    | Não avançou          | Não avançou          | Não avançou          | Não avançou | [ 14 ] [ 15 ] |

### Ciclismo

#### Pista
Omnium
| Atleta           | Evento    | Scratch | Scratch | Tempo  | Tempo | Eliminação | Eliminação | Pontos | Pontos | Total  | Total | Ref.   |
| Atleta           | Evento    | Pontos  | Pos.    | Pontos | Pos.  | Pontos     | Pos.       | Pontos | Pos.   | Pontos | Pos.  | Ref.   |
| ---------------- | --------- | ------- | ------- | ------ | ----- | ---------- | ---------- | ------ | ------ | ------ | ----- | ------ |
| Bernard Van Aert | Masculino | 6       | 18      | 2      | 20    | 1          | 22         | −40    | 15     | −31    | 20    | [ 16 ] |

### Escalada esportiva
Velocidade
| Atleta                      | Evento    | Qualificação | Qualificação | Qualificação | Qualificação | Eliminatórias                | Eliminatórias | Quartas                    | Semifinal                   | Final / DB                  | Final / DB      | Ref.   |
| Atleta                      | Evento    | Linha A      | Linha B      | Tempo        | Pos.         | Adversário Tempo             | Pos.          | Adversário Tempo           | Adversário Tempo            | Adversário Tempo            | Pos.            | Ref.   |
| --------------------------- | --------- | ------------ | ------------ | ------------ | ------------ | ---------------------------- | ------------- | -------------------------- | --------------------------- | --------------------------- | --------------- | ------ |
| Rahmad Adi Mulyono          | Masculino | FS           | 5.07         | FS           | 14           | INA V Leonardo D 5.13 – 4.98 | 9             | Não avançou                | Não avançou                 | Não avançou                 | 10              | [ 17 ] |
| Veddriq Leonardo            | Masculino | 4.79 =       | 4.92         | 4.79         | 1            | INA R Mulyono V 4.98 – 5.13  | 2             | FRA B Mawem V 4.88 – 5.26  | IRI R Alipour V 4.78 – 4.84 | CHN Wu P V 4.75 – 4.77      | Medalha de ouro | [ 18 ] |
| Desak Made Rita Kusuma Dewi | Feminino  | 6.52         | 6.45         | 6.45         | 6            | USA P Kelly V 6.38 – 8.43    | 3             | CHN Deng L D 6.369 – 6.363 | Não avançou                 | Não avançou                 | 6               | [ 19 ] |
| Rajiah Sallsabillah         | Feminino  | 6.67         | 6.58         | 6.58         | 7            | ESP L Romero q F – 7.26      | 7             | USA E Hunt V 6.54 – 7.98   | CHN Deng L D 6.41 – 6.38    | POL A Kałucka D 8.24 – 6.53 | 4               | [ 20 ] |

### Ginástica

#### Artística
Feminino
| Atleta             | Evento           | Qualificação | Qualificação | Qualificação | Qualificação | Qualificação | Qualificação | Final       | Final       | Final       | Final       | Final       | Final       | Ref.   |
| Atleta             | Evento           | Aparelho     | Aparelho     | Aparelho     | Aparelho     | Total        | Pos.         | Aparelho    | Aparelho    | Aparelho    | Aparelho    | Total       | Pos.        | Ref.   |
| Atleta             | Evento           | V            | UB           | BB           | F            | Total        | Pos.         | V           | UB          | BB          | F           | Total       | Pos.        | Ref.   |
| ------------------ | ---------------- | ------------ | ------------ | ------------ | ------------ | ------------ | ------------ | ----------- | ----------- | ----------- | ----------- | ----------- | ----------- | ------ |
| Rifda Irfanaluthfi | Individual geral | —            | 9.166        | —            | —            | 9.166        | —            | Não avançou | Não avançou | Não avançou | Não avançou | Não avançou | Não avançou | [ 21 ] |

### Halterofilismo
Masculino
| Atleta           | Evento    | Arranco | Arranco | Arremesso | Arremesso | Total | Pos.            | Ref.   |
| Atleta           | Evento    | Result. | Pos.    | Result.   | Pos.      | Total | Pos.            | Ref.   |
| ---------------- | --------- | ------- | ------- | --------- | --------- | ----- | --------------- | ------ |
| Eko Yuli Irawan  | Até 61 kg | 135     | 2       | 162       | –         | –     | DNF             | [ 22 ] |
| Rizki Juniansyah | Até 73 kg | 155     | 2       | 199 =     | 1         | 354   | Medalha de ouro | [ 23 ] |

Feminino
| Atleta      | Evento        | Arranco | Arranco | Arremesso | Arremesso | Total | Pos. | Ref.   |
| Atleta      | Evento        | Result. | Pos.    | Result.   | Pos.      | Total | Pos. | Ref.   |
| ----------- | ------------- | ------- | ------- | --------- | --------- | ----- | ---- | ------ |
| Nurul Akmal | Mais de 81 kg | 105     | 11      | 140       | 10        | 245   | 12   | [ 24 ] |

### Judô
Feminino
| Atleta                | Evento    | Primeira fase          | Oitavas                | Quartas              | Semifinais           | Repescagem           | Final / DB           | Final / DB | Ref.   |
| Atleta                | Evento    | Adversário Resultado   | Adversário Resultado   | Adversário Resultado | Adversário Resultado | Adversário Resultado | Adversário Resultado | Pos.       | Ref.   |
| --------------------- | --------- | ---------------------- | ---------------------- | -------------------- | -------------------- | -------------------- | -------------------- | ---------- | ------ |
| Maryam March Maharani | Até 52 kg | MOZ J Ferreira V 10–00 | KOS D Krasniqi D 00–10 | Não avançou          | Não avançou          | Não avançou          | Não avançou          | =9         | [ 25 ] |

### Natação
Masculino
| Atleta        | Evento          | Eliminatórias | Eliminatórias | Semifinal   | Semifinal   | Final       | Final       | Ref.   |
| Atleta        | Evento          | Tempo         | Pos.          | Tempo       | Pos.        | Tempo       | Pos.        | Ref.   |
| ------------- | --------------- | ------------- | ------------- | ----------- | ----------- | ----------- | ----------- | ------ |
| Joe Kurniawan | 100 m borboleta | 53.95         | 33            | Não avançou | Não avançou | Não avançou | Não avançou | [ 26 ] |

Feminino
| Atleta              | Evento       | Eliminatórias | Eliminatórias | Semifinal   | Semifinal   | Final       | Final       | Ref.   |
| Atleta              | Evento       | Tempo         | Pos.          | Tempo       | Pos.        | Tempo       | Pos.        | Ref.   |
| ------------------- | ------------ | ------------- | ------------- | ----------- | ----------- | ----------- | ----------- | ------ |
| Azzahra Permatahani | 200 m medley | 2:20.51       | 31            | Não avançou | Não avançou | Não avançou | Não avançou | [ 27 ] |

### Remo
Masculino
| Atleta | Evento        | Baterias | Baterias | Repescagem | Repescagem | Quartas | Quartas | Semifinais | Semifinais | Final   | Final | Ref.   |
| Atleta | Evento        | Tempo    | Pos.     | Tempo      | Pos.       | Tempo   | Pos.    | Tempo      | Pos.       | Tempo   | Pos.  | Ref.   |
| ------ | ------------- | -------- | -------- | ---------- | ---------- | ------- | ------- | ---------- | ---------- | ------- | ----- | ------ |
| Memo   | Skiff simples | 7:19.33  | 5 R      | 7:19.60    | 3 SE/F     | —       | —       | 7:32.18    | 3 FE       | 7:02.23 | 27    | [ 28 ] |

Legenda: FA = Final A (disputa de medalha); FB = Final B (sem disputa de medalha); FC = Final C (sem disputa de medalha); FD = Final D (sem disputa de medalha); FE = Final E (sem disputa de medalha); FF = Final F (sem disputa de medalha); SA/B = Semifinais A/B; SC/D = Semifinais C/D; SE/F = Semifinais E/F; QF = Quartas; R = Repescagem

### Surfe
Shortboard
| Atleta    | Evento    | Rodada 1 | Rodada 1 | Rodada 2                | Rodada 3             | Quartas              | Semifinal            | Final / DB           | Final / DB  | Ref.   |
| Atleta    | Evento    | Total    | Pos.     | Adversário Resultado    | Adversário Resultado | Adversário Resultado | Adversário Resultado | Adversário Resultado | Pos.        | Ref.   |
| --------- | --------- | -------- | -------- | ----------------------- | -------------------- | -------------------- | -------------------- | -------------------- | ----------- | ------ |
| Rio Waida | Masculino | 5.74     | 3 R2     | RSA J Smith D 5.40–9.50 | Não avançou          | Não avançou          | Não avançou          | Não avançou          | Não avançou | [ 29 ] |

### Tiro
Masculino
| Atleta           | Evento               | Qualificação | Qualificação | Final       | Final       | Ref.   |
| Atleta           | Evento               | Marca        | Pos.         | Marca       | Pos.        | Ref.   |
| ---------------- | -------------------- | ------------ | ------------ | ----------- | ----------- | ------ |
| Fathur Gustafian | Carabina de ar 10 m  | 628.7        | 15           | Não avançou | Não avançou | [ 30 ] |
| Fathur Gustafian | Carabina 3 pos. 50 m | 574          | 43           | Não avançou | Não avançou | [ 30 ] |

### Tiro com arco
Masculino
| Atleta            | Evento     | Ranqueamento | Ranqueamento | Fase de 64           | Fase de 32           | Oitavas              | Quartas              | Semifinal            | Final / DB           | Final / DB  | Ref.   |
| Atleta            | Evento     | Total        | Pos.         | Adversário Resultado | Adversário Resultado | Adversário Resultado | Adversário Resultado | Adversário Resultado | Adversário Resultado | Pos.        | Ref.   |
| ----------------- | ---------- | ------------ | ------------ | -------------------- | -------------------- | -------------------- | -------------------- | -------------------- | -------------------- | ----------- | ------ |
| Arif Dwi Pangestu | Individual | 656          | 40           | TPE Tang C-c D 1–7   | Não avançou          | Não avançou          | Não avançou          | Não avançou          | Não avançou          | Não avançou | [ 31 ] |

Feminino
| Atleta                                                  | Evento     | Ranqueamento | Ranqueamento | Fase de 64                 | Fase de 32           | Oitavas              | Quartas              | Semifinal            | Final / DB           | Final / DB  | Ref.                 |
| Atleta                                                  | Evento     | Total        | Pos.         | Adversário Resultado       | Adversário Resultado | Adversário Resultado | Adversário Resultado | Adversário Resultado | Adversário Resultado | Pos.        | Ref.                 |
| ------------------------------------------------------- | ---------- | ------------ | ------------ | -------------------------- | -------------------- | -------------------- | -------------------- | -------------------- | -------------------- | ----------- | -------------------- |
| Diananda Choirunisa                                     | Individual | 670          | 6            | NED L van der Winkel V 7–1 | USA C Gnoriega V 6–5 | IND B Kaur V 6–5     | FRA L Barbelin D 5–6 | Não avançou          | Não avançou          | Não avançou | [ 32 ] [ 33 ] [ 34 ] |
| Rezza Octavia                                           | Individual | 650          | 32           | CAN V Chénier V 6–2        | KOR Lim S-h D 0–6    | Não avançou          | Não avançou          | Não avançou          | Não avançou          | Não avançou | [ 35 ]               |
| Syifa Nurafifah Kamal                                   | Individual | 640          | 43           | IND B Kaur D 3–7           | Não avançou          | Não avançou          | Não avançou          | Não avançou          | Não avançou          | Não avançou | [ 36 ]               |
| Diananda Choirunisa Rezza Octavia Syifa Nurafifah Kamal | Equipes    | 1960         | 7            | —                          | —                    | MAS Malásia V 5–3    | CHN China D 1–5      | Não avançou          | Não avançou          | Não avançou | [ 35 ] [ 36 ]        |

Misto
| Atleta                                | Evento  | Ranqueamento | Ranqueamento | Fase de 64           | Fase de 32           | Oitavas              | Quartas              | Semifinal            | Final / DB           | Final / DB | Ref. |
| Atleta                                | Evento  | Total        | Pos.         | Adversário Resultado | Adversário Resultado | Adversário Resultado | Adversário Resultado | Adversário Resultado | Adversário Resultado | Pos.       | Ref. |
| ------------------------------------- | ------- | ------------ | ------------ | -------------------- | -------------------- | -------------------- | -------------------- | -------------------- | -------------------- | ---------- | ---- |
| Diananda Choirunisa Arif Dwi Pangestu | Equipes | 1326         | 12           | —                    | —                    | IND Índia D 1–5      | Não avançou          | Não avançou          | Não avançou          | [ 31 ]     |      |